# Susanne Jeske-Paasch
Susanne Jeske-Paasch (* 1958) ist eine deutsche Juristin und war in den Jahren 1999 bis 2007 Bürgermeisterin von Eckernförde. 

## Leben
Susanne Jeske-Paasch wuchs mit vier Geschwistern in Eckernförde auf, da ihr Vater als Marinesoldat dort stationiert war. Hier absolvierte sie auch ihr Abitur an der Jungmannschule.
Danach studierte Susanne Jeske-Paasch Rechtswissenschaften an der Christian-Albrechts-Universität zu Kiel und sammelte in Nordrhein-Westfalen nach dem zweiten Staatsexamen Erfahrungen in Kommunalverwaltungen.
Jeske-Paasch gewann im Jahr 1998 gegen die Kandidatin Karin Himstedt die Wahl zur Bürgermeisterin von Eckernförde und bekleidete das Amt von 1999 bis 2007. Bei der erneuten Bürgermeisterwahl im Jahr 2006 unterlag sie Jörg Sibbel.
Im Jahr 2007 wurde sie Geschäftsbereichsleiterin Personal und Personalentwicklung bei der Arbeiterwohlfahrt (AWO) Schleswig-Holstein gGmbH und ist seit dem Jahr 2011 Ressortleiterin beim Kreis Rendsburg-Eckernförde.
Jeske-Paasch ist seit dem Jahr 1982 verheiratet, hat zwei erwachsene Töchter und ist Mitglied der SPD.